# Franco-British Aviation Company
La Franco-British Aviation Company, o, più semplicemente, FBA, era una azienda aeronautica a capitale misto franco-britannico specializzata nella costruzione di idrovolanti. Attiva tra il primo decennio ed i primi anni trenta del ventesimo secolo, le sue attività furono concentrate soprattutto in Francia. Durante la prima guerra mondiale i suoi idrovolanti a scafo centrale trovarono largo impiego nella francese Aviation militaire, nella britannica Royal Flying Corps e nel Regno d'Italia, nel Servizio Aeronautico del Regio Esercito.

## Storia
La ditta FBA venne fondata a Londra nel 1913, ma le sue attività si concentrarono subito in Francia, in quanto il principale progettista della ditta, Louis Schreck era francese. Questi era direttore tecnico delle officine situate ad Argenteuil. L'attività iniziale della ditta fu lo sviluppo di un idrovolante a scafo derivato dal Donnet-Lévêque Type A. L'aereo, un idrovolante a scafo biplano con motore installato tra le due ali ed azionante un'elica spingente, era noto inizialmente come FBA-Lévêque, poi assunse la designazione FBA Type A.
Da questo aereo vennero derivati i primi modelli della ditta che vennero impiegati dalle diverse aeronautiche dell'Intesa: Francia, Regno Unito, Impero russo ed Italia.
Nel 1922 divenne direttore tecnico Emile Paumier, che sviluppò i modelli a partire dal FBA Type 10. A partire dal Type 19 la ditta abbandonò la classica configurazione ad elica spingente, per adottare motori ad elica traente.
La mancanza di ordini, in particolare per il mercato civile, fece sì che nel 1931 venne chiuso l'ufficio progetti della ditta, e nel 1934 gli stabilimenti della ditta FBA vennero ceduti alla Bernard SIMB.

## Velivoli
I velivoli della FBA sono elencati in base alla designazione.
| Nome         | Tipo                                                | Note                                                                         | Primo Volo |
| ------------ | --------------------------------------------------- | ---------------------------------------------------------------------------- | ---------- |
| FBA Type A   | Idrovolante a scafo biplano monomotore              | Anche noto come FBA- Lévêque                                                 | 1913       |
| FBA Type B   | Idrovolante a scafo biplano monomotore              |                                                                              | 1915       |
| FBA Type C   | Idrovolante a scafo biplano monomotore              | Ne venne sperimentata anche una variante bimotore                            | 1916       |
| FBA Type H   | Idrovolante a scafo biplano monomotore              |                                                                              |            |
| FBA Type S   | Idrovolante a scafo biplano monomotore              |                                                                              | 1917       |
| FBA Type 10  | Idrovolante a scafo biplano monomotore              |                                                                              | 1922       |
| FBA Type 11  | Idrovolante a scafo biplano monomotore              | Variante da addestramento del Type C                                         | 1923       |
| FBA Type 13  | Idrovolante a scafo biplano monomotore              |                                                                              | 1922       |
| FBA Type 14  | Idrovolante a scafo biplano monomotore              | Evoluzione Type 11                                                           |            |
| FBA Type 16  | Idrovolante a scafo biplano monomotore              |                                                                              |            |
| FBA Type 17  | Idrovolante a scafo biplano monomotore              | La versione prodotta su licenza negli Stati Uniti era denominata Viking 00-1 | 1923       |
| FBA Type 19  | anfibio a scafo biplano monomotore                  |                                                                              | 1924       |
| FBA Type 21  | anfibio a scafo biplano monomotore                  | sviluppo civile del Type 19 per 4 passeggeri                                 | 1925       |
| FBA Type 171 | variante Type 17 destinata all'impiego su catapulta |                                                                              |            |
| FBA Type 172 | variante Type 17 destinata all'impiego su catapulta |                                                                              | 1932       |
| FBA Type 270 | Idrovolante a scafo biplano monomotore              |                                                                              | 1929       |
| FBA Type 271 | Anfibio a scafo biplano monomotore                  |                                                                              | 1930       |
| FBA Type 290 | Anfibio a scafo biplano monomotore quadriposto      |                                                                              | 1931       |
| FBA Type 291 | variante anfibia Type 290                           |                                                                              |            |
| FBA Type 293 | variante Type 291                                   |                                                                              |            |
| FBA Type 294 | Variante Type 293                                   |                                                                              |            |
| FBA Type 310 | Idrovolante/anfibio monoplano da turismo            |                                                                              | 1930       |